# دی‌کلروبنزن

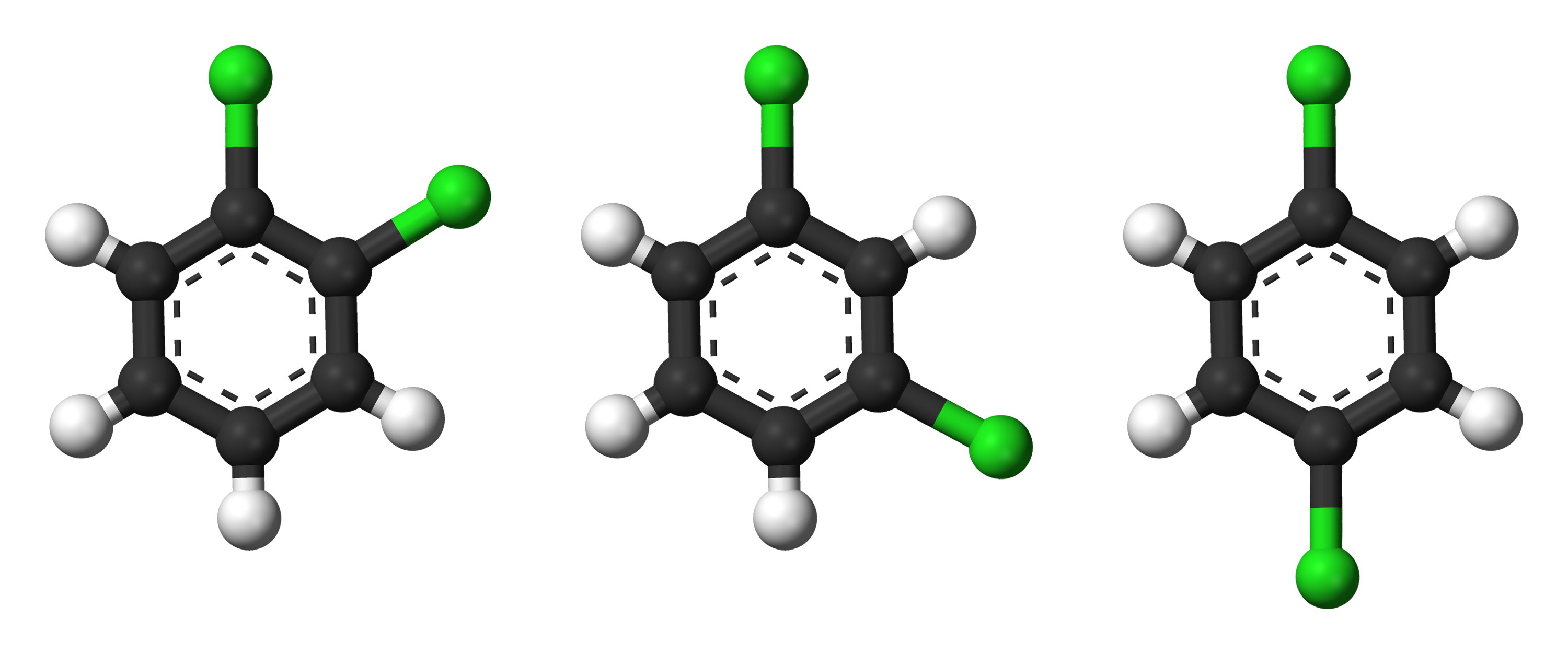
۳ ترکیب شیمیایی دی کلروبنزن

سه ترکیب شمیایی با نام دی‌کلروبنزن وجود دارد:
- ۱٬۲-دی‌کلروبنزن یا ارتو-دی‌کلروبنزن؛
- ۱٬۳-دی‌کلروبنزن یا متا-دی‌کلروبنزن؛
- ۱٬۴-دی‌کلروبنزن یا پارا-دی‌کلروبنزن.

## تجزیه زیستی
گونه‌ای باکتری به نام رودوکوکوس فنولیکوس می‌تواند دی‌کلروبنزن را تجزیه کند و کربن آن را به مصرف برساند.